# Conamblys latus
Conamblys latus là một loài bọ cánh cứng trong họ Cerambycidae.